# Dries Boussatta
Dries Boussatta (né le 23 décembre 1972 à Amsterdam aux Pays-Bas), est un footballeur international néerlandais, qui évoluait au poste d'attaquant. 
Il est historiquement le premier néerlando-marocain à opter pour la sélection des Pays-Bas.
Fin 2014, il met un terme à sa carrière footballistique.

## Biographie
N'ayant jamais été appelé en sélection marocaine, il accepte à ses 25 ans, en 1998, une convocation de l'équipe nationale des Pays-Bas et opte alors pour une carrière internationale définitive.
A l'occasion du match amical entre les Pays-Bas et le Maroc en avril 1999 à Arnhem, Boussatta sera titularisé côté néerlandais et se verra sifflé par 30.000 supporters marocains. Il sera victime de jets de projectiles, considéré par les supporters marocains comme étant un "traître".